# Jelle Donders
Jelle Donders (Bornem, Bornem, província d'Anvers de 1990) és un ciclista belga professional des del 2015 i actualment a l'equip Differdange-Losch.